# Amodiachina
Amodiachina (łac. amodiaquinum) – wielofunkcyjny organiczny związek chemiczny, z grupy amino-4-choliny, stosowany w leczeniu malarii.

## Mechanizm działania
Amodiachina, której okres półtrwania wynosi 3,3–12,4 godziny ulega przekształceniu w aktywny metabolit, którego okres półtrwania wynosi 90–240 godzin. Działanie amodiachiny oraz metabolitu polega najprawdopodobniej na gromadzeniu się leku w wakuolach i zakłócaniu działania hemu.

## Zastosowanie
Zgodnie z wytycznymi WHO amodiachina powinna być stosowana w następujących wskazaniach:
- kontynuacja leczenia ciężkiej malarii u pacjentów zdolnych do przyjmowania doustnych leków,
- leczenie niepowikłanych ataków malarii spowodowanych przez zarodźca ruchliwego (Plasmodium vivax), zarodźca pasmowego (Plasmodium malariae), zarodźca owalnego (Plasmodium ovale), zarodźca sierpowatego (Plasmodium falciparum) oraz zarodźca małpiego (Plasmodium knowlesi) (w połączeniu z artezunatem),
- sezonowa profilaktyka malarii u małych dzieci (3-59 miesięcy) w regionach Sahelu i Afryki Subsaharyjskiej, w których ponad 60% zachorowań przypada w okresie krótszym niż cztery miesiące w roku (w połączeniu z sulfadoksyną – pirymetaminą).

Amodiachina znajduje się na wzorcowej liście podstawowych leków Światowej Organizacji Zdrowia (WHO Model Lists of Essential Medicines) (2015).
Amodiachina nie jest dopuszczona do obrotu w Polsce (2018).

## Działania niepożądane
Amodiachina może powodować następujące działania niepożądane: zapalenie wątroby, leukopenia, agranulocytoza, wysypka, świąd, szare przebarwienia na paznokciach i błonach śluzowych. W dużych dawkach i przy długim podawaniu mogą wystąpić przemijające zaburzenia akomodacji oka oraz zmętnienie rogówki oraz trwałe uszkodzenie siatkówki.